# Stamhuset Benzon
Stamhuset Benzon blev oprettet 1829 af Jacob von Benzon af Sostrup Slot.
| Historie | Spire Denne historieartikel er en spire som bør udbygges. Du er velkommen til at hjælpe Wikipedia ved at udvide den. |